# Ballon de basket-ball
Pour les articles homonymes, voir Ballon.

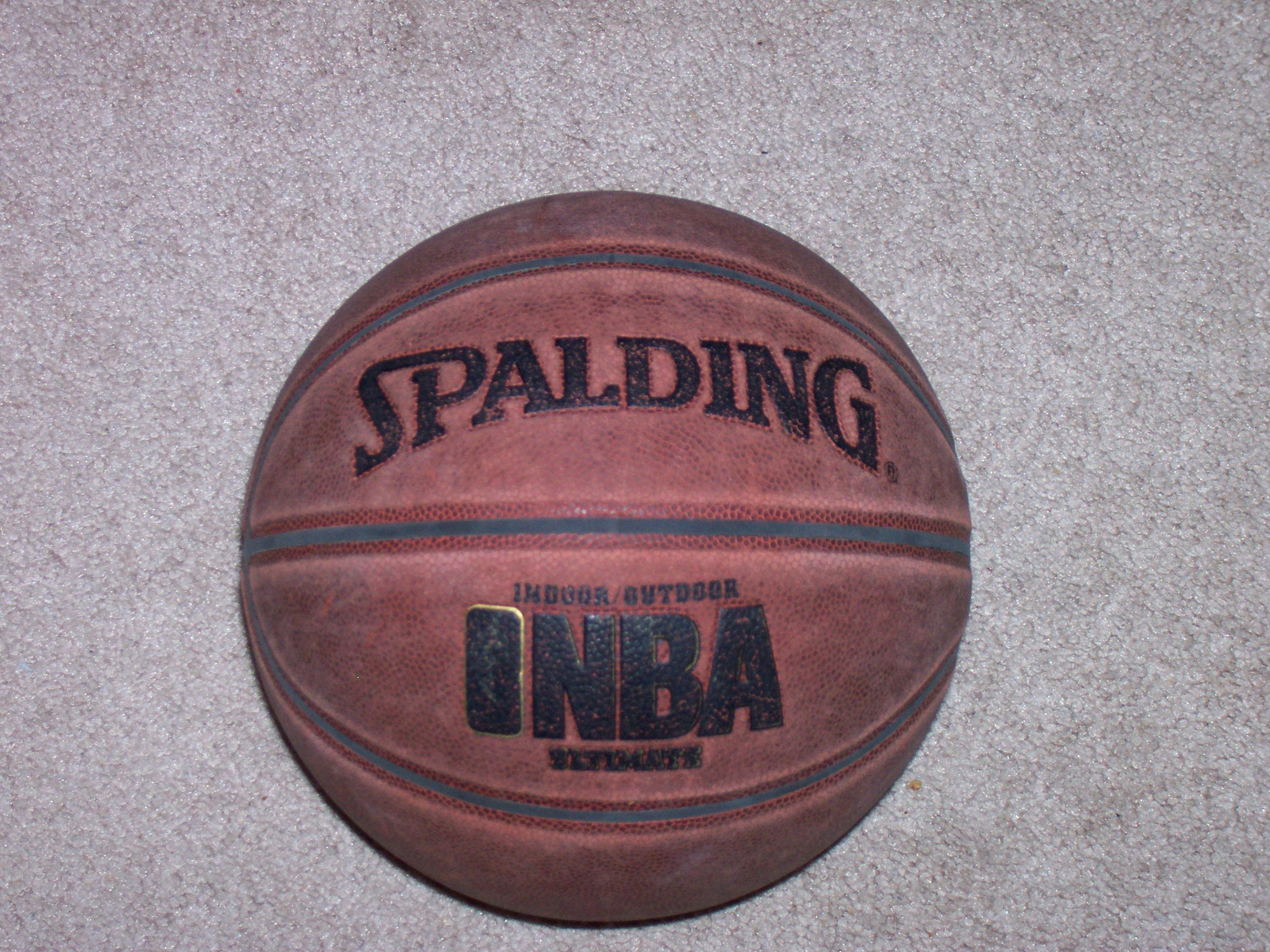
Ballon Spalding usagé.

Un ballon de basket-ball est un ballon de sport de forme sphérique utilisé au basket-ball. 

## Description
Il est généralement de couleur orange. Le modèle officiel pour les hommes, de taille 7, a une masse comprise entre 567 et 624 g et a un diamètre compris entre 23,8 et 24,8 cm (750–780 mm de circonférence).
La taille 6 (715–730 mm de circonférence, 510–550 g) est la taille officielle pour les matchs féminins de la FIBA depuis 1996 et en WNBA. 
Les tailles 3 (560 mm de circonférence, 280 g) et 5 (685–700 mm de circonférence, 465–495 g) sont réservées aux jeunes joueurs.
Les principaux fournisseurs sont :
- Spalding (équipementier officiel de la LNB, de la NBA, de la WNBA et de l'AAU jusqu'en 2021)
- Molten (équipementier officiel de la FIBA, de la FFBB et de la LFB)
- Wilson (équipementier officiel de la FFBB (3X3)  de la NCAA, et de la NBA)
- Baden (fournisseur officiel des Harlem Globetrotters)
- Jordan / Nike (fournisseur officiel du Quai 54)

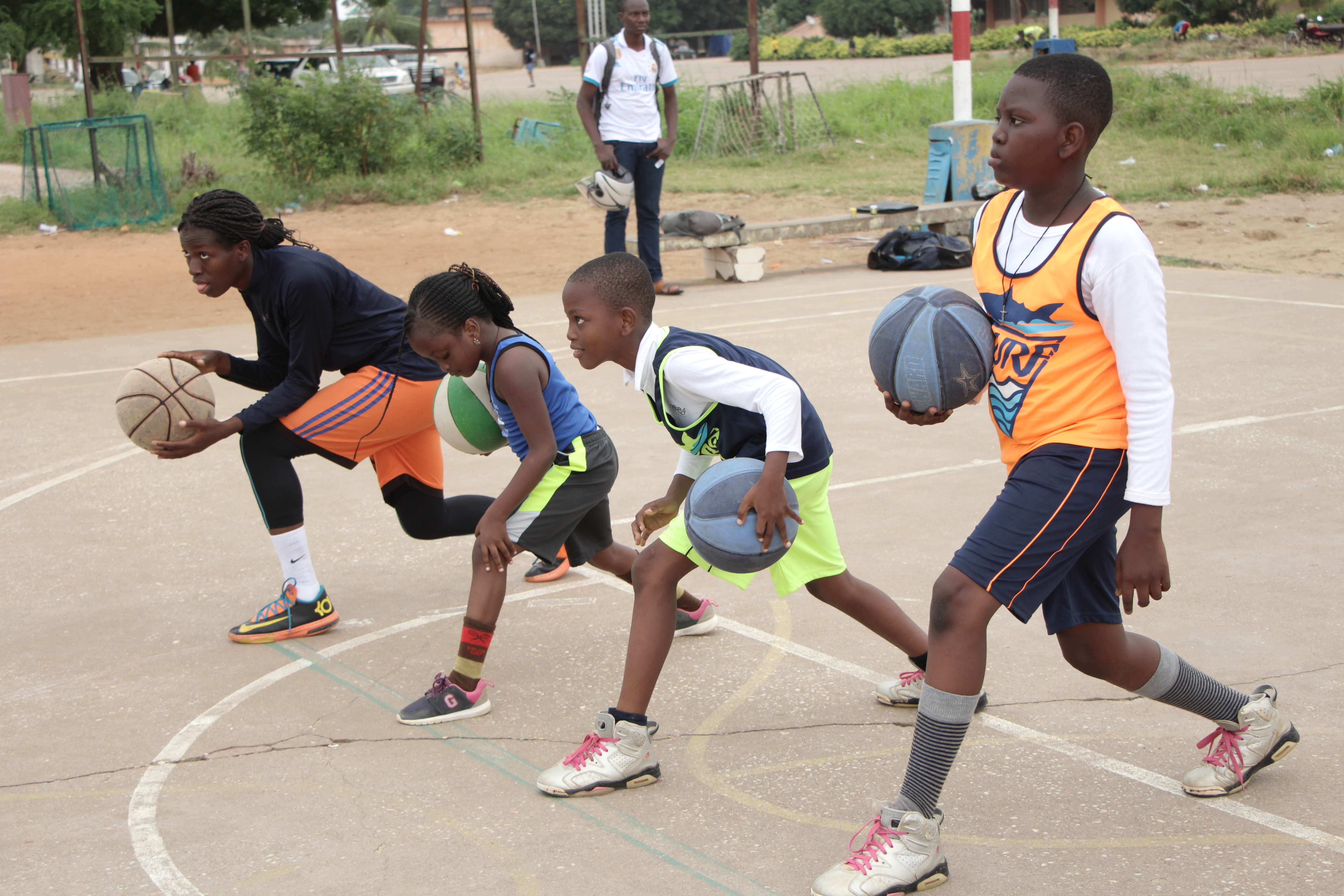
Élèves apprenant à manier un ballon de basket-ball au Bénin.

- Adidas
- AND1
- Rawlings
- Nivia (en)
- Dunlop
- Avaro
- Mikasa
- Mitre
- Kipsta-Tarmak